# Ислам в Мозамбике
Ислам в Мозамбике является второй, по численности верующих, религией в Мозамбике. Его исповедуют 4 млн человек, что составляет 17,9 % населения этой страны.

## История
Ислам появился в Мозамбике вместе с арабскими торговцами приблизительно в VIII веке. Ислам распространился в торговых городах на побережье Восточной Африки. С момента основания султаната Килва в X веке, ислам стал основной религией прибрежной полосы Мозамбика. К XV веку султанат достиг зенита своего могущества, распространивший свою власть вглубь континента вплоть до территории Мономотапы. В 1505 году португальский отряд под командованием Франсишку де Алмейды захватил Килву. В 1505 году они построили форт в Софале, в 1508 году — крепость на острове Мозамбик, в 1530-х годах — форты Сена и Тете на берегу реки Замбези.
В 1558 году был основан форт Сан-Себастьян, где останавливались суда, идущие в Индию. До 1572 года территорией Португальской Восточной Африки управлял губернатор Гоа.
В середине XVII века оманские арабы стали вытеснять португальцев из западной части Индийского океана. В период правления Оманской династии Аль Саид в султанате Занзибар северная часть побережья Мозамбика было присоединено к владениям султана. Прибрежные города стали опорными пунктами арабских работорговцев в их набегах в глубь Африки. Изначально мусульмане Мозамбика придерживались суфизма, однако после прихода Оманской династии оказались под более сильным влиянием Ибадитов.
Около 1600 года в Мономотапе разразилась гражданская война, в ходе которой из Торва были изгнаны все торговцы-мусульмане.
В 1752 году португальские владения в Восточной Африке были официально объявлены колонией Мозамбик. Во время колониальной эпохи доминирующей религией в Мозамбике стал католицизм.
Колонизаторы вносили рознь между религиозными группами, что бы не допустить союз между мусульманами и диссидентами из освободительного движения.
После военного переворота в Португалии, известного как Революция гвоздик, Мозамбик получила независимость 25 июня 1975 года.
После обретения страной независимости леворадикальная политическая организация ФРЕЛИМО стала единственной политической силой в стране. Марксисты ФРЕЛИМО испытывали враждебность по отношению к религии в целом. Они распустили религиозные учебные заведения и начали пропаганду атеизма.
После окончания социалистического периода в 1989 году, мусульмане получили возможность свободно исповедовать свою веру и строить новые мечети. Также представители мусульманской общины были избраны в парламент. В Мозамбике активно действуют члены финансируемого из Кувейта Африканского мусульманского агентства. Мозамбик является активным членом Организации исламского сотрудничества (ОИС).